# Ramón Palomares
Ramón David Sánchez Palomares (Escuque, Trujillo, 7 de mayo de 1935 - Mérida, 4 de marzo de 2016) fue un poeta venezolano. En 1975 obtuvo el Premio Nacional de Literatura por su libro Adiós Escuque; en 2006 resulta ganador del primer Premio Internacional de Poesía Víctor Valera Mora; y en 2010 del Premio Iberoamericano de Literatura.  

## Biografía
Nació el 7 de mayo de 1935 en el poblado de Escuque, estado Trujillo. 
En 1952 obtiene el título de maestro normalista en la Escuela Normal Federal San Cristóbal. Seis años después –en 1958– se graduó como profesor de Castellano y Literatura en el Instituto Pedagógico de Caracas.  
Enseñó en colegios de educación secundaria en los estados Nueva Esparta y Trujillo, y en Caracas. También se licenció en Letras por la Universidad de Los Andes, de la que fue profesor titular de literatura hasta su jubilación. 

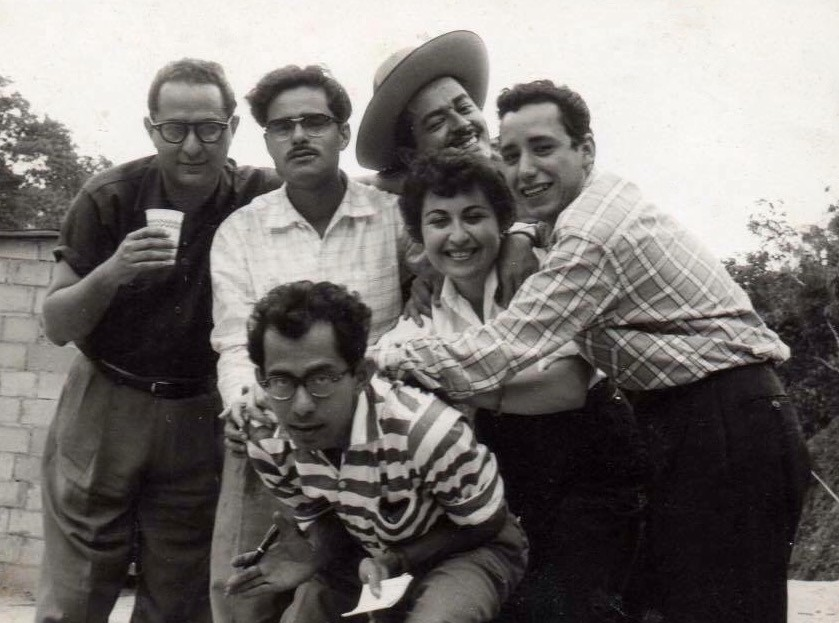
De izquierda a derecha: Manuel Quintana Castillo, Adriano González León, Luis García Morales, Argimiro Gabaldón, Evalina Rodríguez y Ramón Palomares.

En 1958 publica su primer libro de poemas: El Reino, por la editorial del grupo Sardio. Por esta época forma parte de Sardio, al lado de intelectuales como: Salvador Garmendia, Adriano González León, Guillermo Sucre, entre otros.  
Para 1963 se suma al movimiento estético El Techo de la Ballena, y participa como editor de la revista Rayado sobre el techo. Al año siguiente el Ateneo de Boconó publica su poemario Paisano. Palomares edita ese mismo año El ahogado, un poema con fotomontajes de Mateo Manaure. En 1965 obtiene el Premio Municipal de Poesía de Caracas por Paisano y Ediciones Poesía de Venezuela, dirigida por Pascual Vinegas Filardo, divulga Honras fúnebres. 
En 1966 la editorial Seix Barral publica la antología de la poesía viva latinoamericana, de Aldo Pellegrini. Por Venezuela aparece Palomares junto con Rafael Cadenas, Juan Sánchez Peláez, Juan Calzadilla y Francisco Pérez Perdomo. Al año siguiente, en conmemoración del cuatricentenario de Caracas, Palomares publica el poema Santiago de León de Caracas, donde recrea momentos de importancia en la historia de la ciudad. 
En 1975 es reconocido con el Premio Nacional de Literatura por su obra Adiós Escuque. En 1991 se realiza la Primera Bienal de literatura Mariano Picón Salas, en la cual se rinde homenaje a la trayectoria de Palomares.  
En 1997 la VI Semana de la Poesía, organizada por la Fundación Juan Antonio Pérez Bonalde, también le rinde homenaje. En la misma, los artistas plásticos: Gloria Fiallo, Ernesto León y Gisela Romero, exponen dibujos basados en los poemas de Palomares. 
El 14 de junio de 2001 le es concedido el doctorado honoris causa de la Universidad de los Andes, junto con los poetas Rafael Cadenas y Juan Sánchez Peláez. Residió en la ciudad de Mérida hasta su muerte

## Fallecimiento
Falleció el viernes 4 de marzo de 2016, debido, hasta donde se conoce, por una cardiopatía. La noticia la divulgó el ministro para la Cultura, Freddy Ñáñez. Distintas personalidades como embajadores, poetas, políticos y pobladores de Trujillo. El presidente Nicolás Maduro decidió condecorar a Palomares con la Orden Libertadores de Venezuela.

## Obra poética
- El Reino. Caracas: Grupo Sardio, 1958[9]
- Paisano. Boconó: Ateneo de Boconó, 1964[10]
- El ahogado. Caracas: Editorial Arte, 1964[10]
- Honras fúnebres. Caracas: Poesía de Venezuela, 1965[9]
- Santiago de León de Caracas. Caracas: Ediciones de la Comisión del Cuatricentenario de Caracas, 1967[9]
- El vientecito suave del amanecer con los primeros aromas. Boconó: Ateneo de Boconó, 1969[10]
- Poesía (1958-1965). Caracas: Instituto Pedagógico, 1973
- Adiós a Escuque. Mérida: Universidad de Los Andes, 1974[10]
- Poesía. Caracas: Monte Ávila Editores, 1977
- Elegía 1830. Mérida: Universidad de Los Andes / Concejo Municipal del Distrito Libertador, 1980[11]
- El viento y la piedra. Mérida: Empresas Grespan, 1984[10]
- Mérida, elogio de sus ríos. Mérida: Ediciones del Concejo Municipal de Mérida / Dirección de Cultura de la ULA, 1985[10]
- Alegres provincias: homenaje a Humboldt. Caracas: Fundarte, 1988[9]
- Trilogía. Madrid: Ediciones de Cultura Hispánica, 1990
- Mérida, fábula de cuatro ríos. Mérida: Academia de Mérida, 1994[10]
- Lobos y halcones. Caracas: Tierra de Gracia Editores, 1997[12]
- Ramón Palomares. Antología poética. Caracas: Monte Ávila Editores, 2004
- El canto del pájaro en la piedra. Salamanca: Fundación Camino de la Lengua Castellana y Ministerio de Educación, Cultura y Deportes, 2004
- El reino de Escuque. La Habana: Fondo Editorial Casa de las Américas, 2005[12]
- Vuelta a casa. Caracas: Biblioteca Ayacucho, 2006[12]
- Ramón Palomares para niñas y niños. Caracas, Fundación Imprenta de la Cultura, 2014.